# Superamas d'Hercule
Pour les articles homonymes, voir Amas d'Hercule (homonymie).

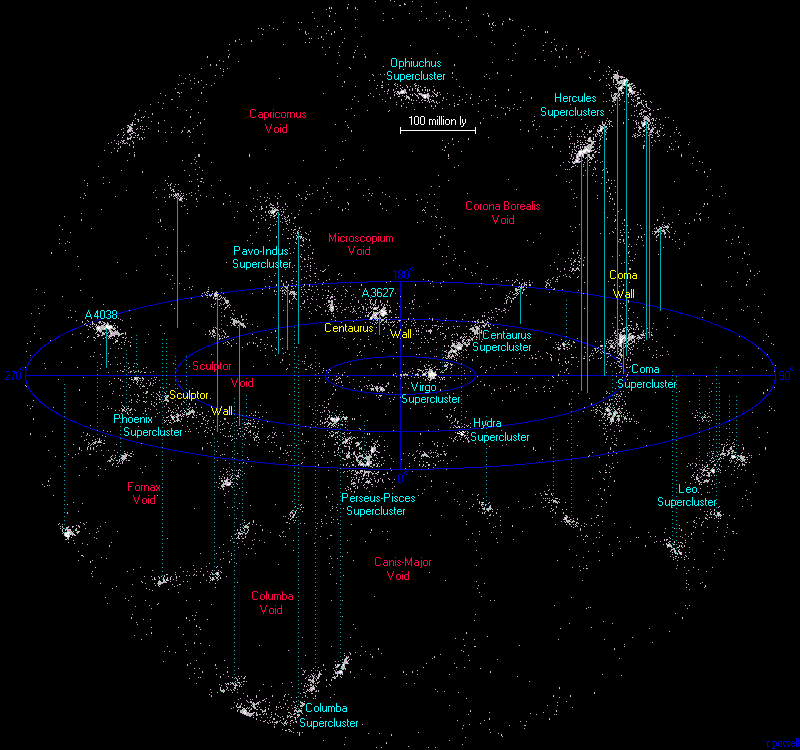
Carte des superamas locaux. Ceux d'Hercule se situent en haut à droite.

Le Superamas d'Hercule (SCl 160) désigne deux superamas de galaxies situés dans la constellation éponyme.
Par rapport aux autres superamas locaux, ceux d'Hercule semblent particulièrement grands, d'une taille d'environ 330 millions d'al. Juste à côté d'eux se situe un immense vide cosmique d'une taille équivalente aux superamas.
La région comprend les amas de galaxies Abell 2147, A2151 et A2152,. On a également trouvé un très long filament de galaxies qui connecte ces groupes de galaxies avec la paire Abell 2197 et A2199.
Les Superamas d'Hercule sont voisins du Superamas de la Chevelure de Bérénice, qui font tous trois partie du Grand Mur.